# شام جنوبی

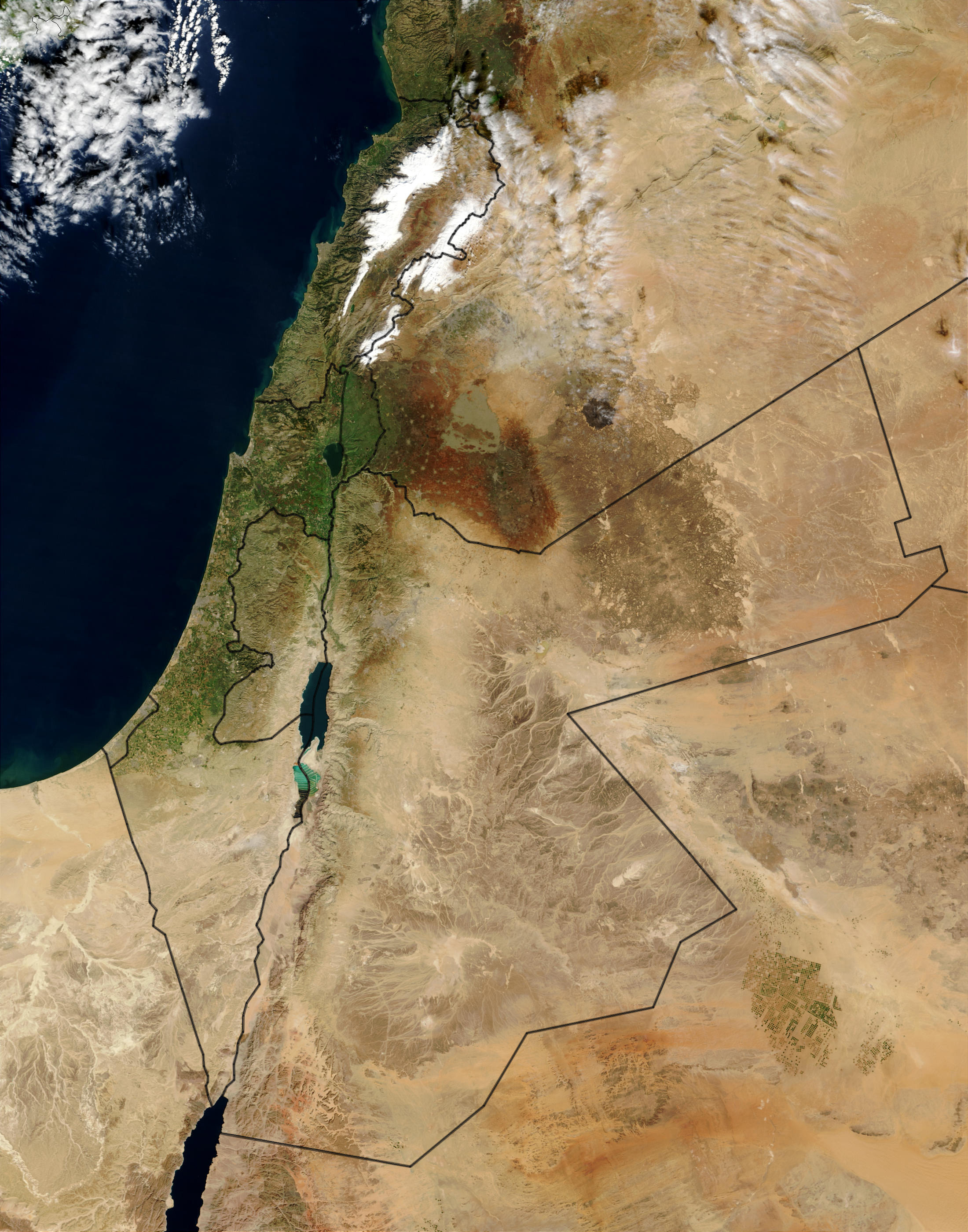
تصاویر ماهواره ای از شام جنوبی

شام جنوبی منطقه ای جغرافیایی است که نیمه جنوبی شام را در بر می‌گیرد و تقریباً با اسرائیل، فلسطین و اردن امروزی مطابقت دارد. برخی از تعاریف نیز مناطق جنوب لبنان، جنوب سوریه و/یا شبه جزیره سینا را شامل شام جنوبی می‌داند. به عنوان توصیفی کاملاً مبتنی به علم جغرافیا، گاهی باستان شناسان و مورخان برای اجتناب از حاشیه‌های مذهبی و سیاسی نام‌های دیگری را برای اشاره به این منطقه استفاده می‌کنند.

## واژه‌شناسی
شام جنوبی به نیمه پایینی سرزمین شام گفته می‌شود اما در تعریف جغرافیایی تفاوت‌هایی وجود دارند، گسترده‌ترین تعریف از این محدوده شامل اسرائیل، فلسطین، اردن، لبنان، جنوب سوریه و صحرای سینا است. در باستان‌شناسی، شام جنوبی «منطقه ای است که قبلاً به عنوان سوریه-فلسطین و کنعان شناخته می‌شد.»